# Altonaer Künstlerverein

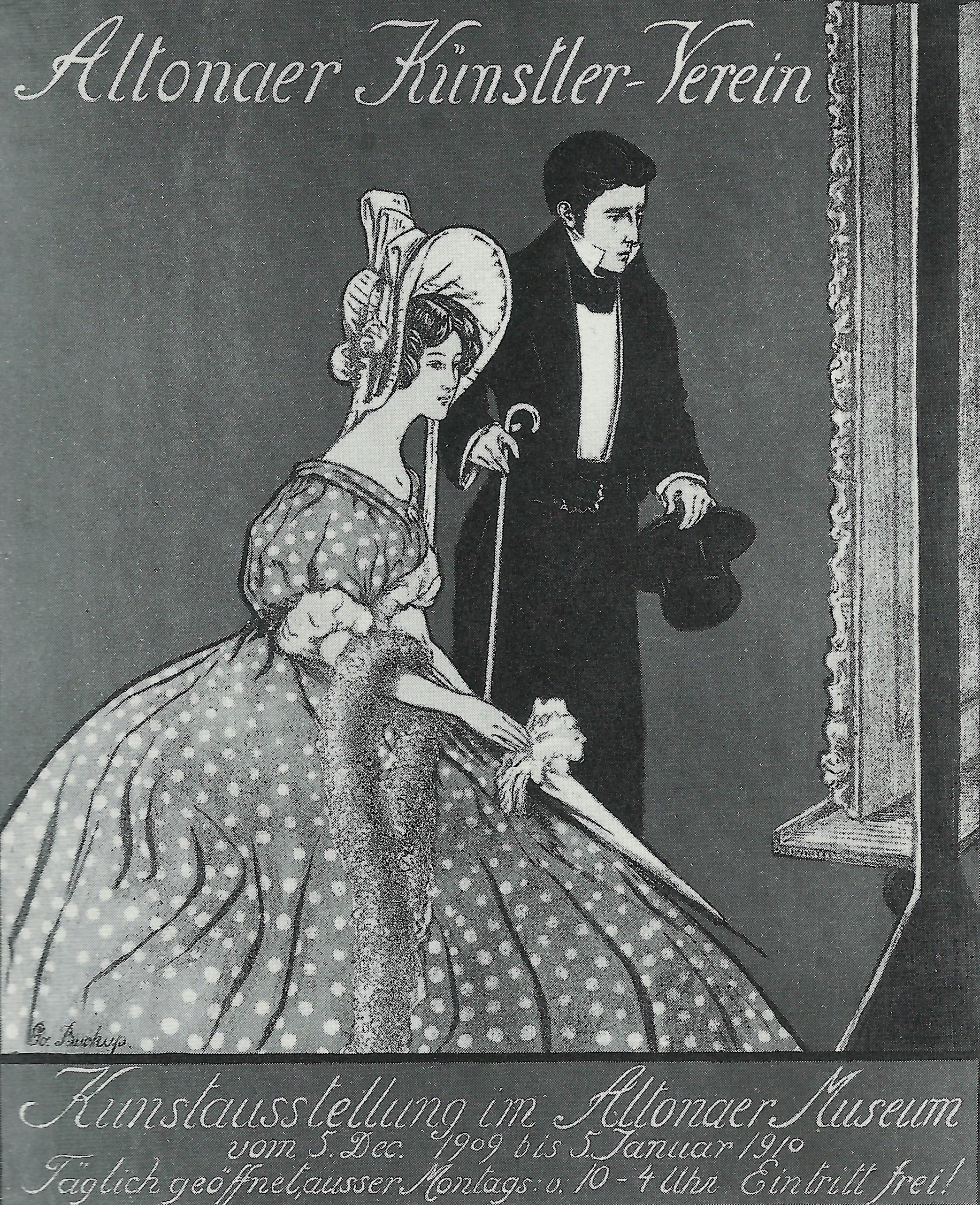
Ausstellungsplakat 1909–1910 von George Buckup, 1909, Altonaer Museum (Schwarz-Weiß-Abbildung)

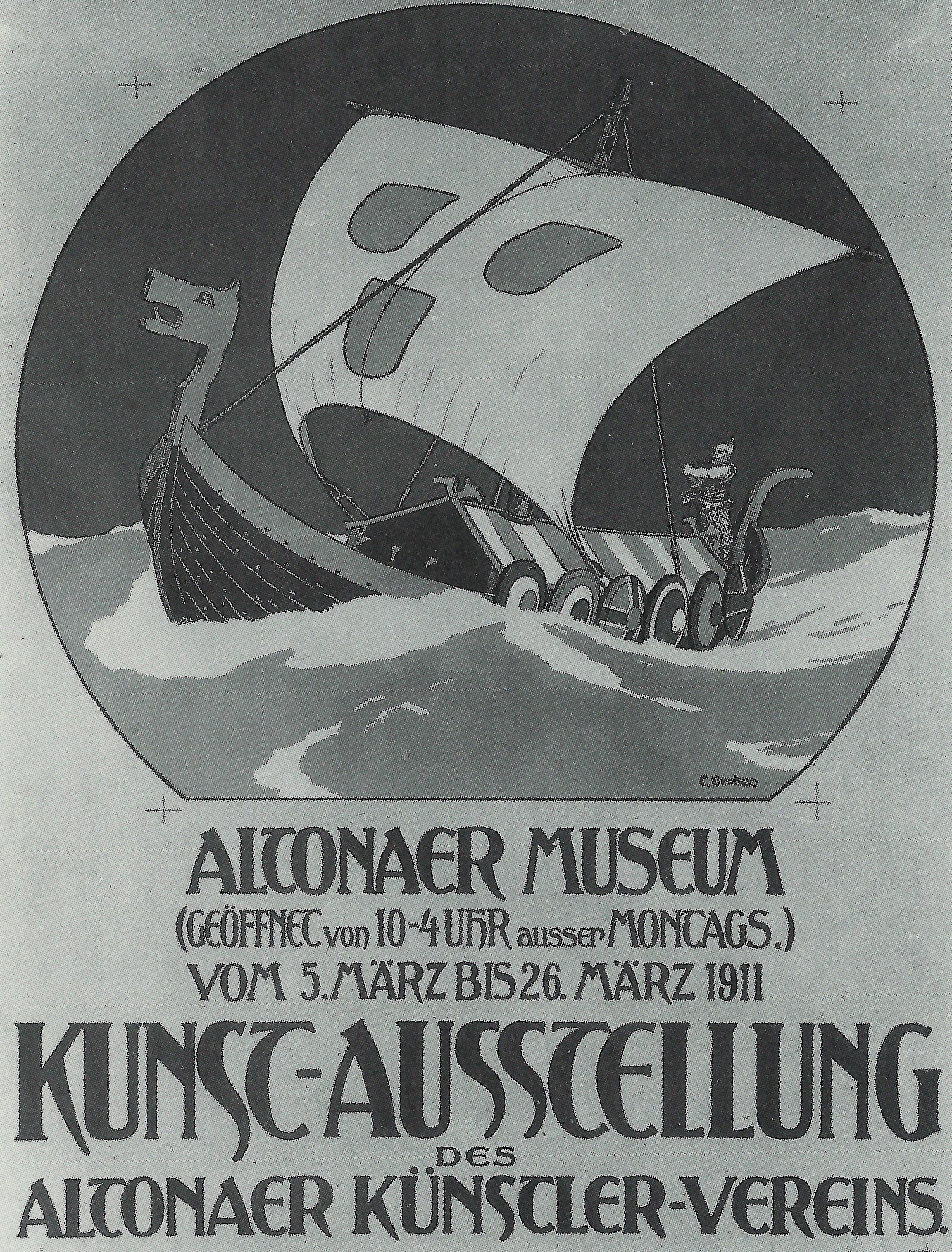
Ausstellungsplakat 1911 von Carl Becker, Altonaer Museum (Schwarz-Weiß-Abbildung)

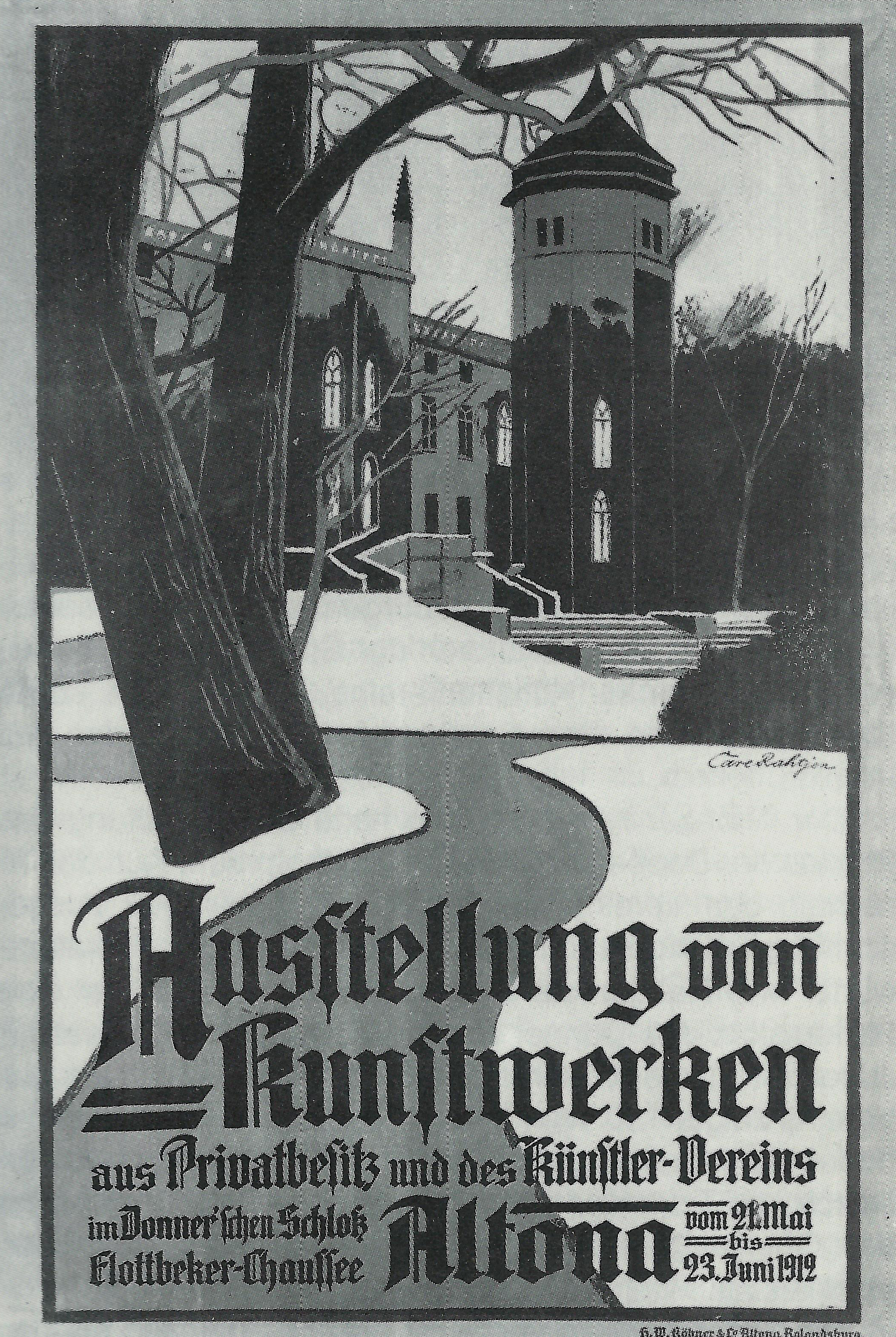
Ausstellungsplakat 1912 von Carl Rathjen, Altonaer Museum (Schwarz-Weiß-Abbildung)

Der Altonaer Künstlerverein (AKV), auch Altonaer Künstler-Verein, wurde 1909 gegründet, war ab 1934 nahezu inaktiv und wurde 1953 aufgelöst. Die zur preußischen Provinz Schleswig-Holstein gehörende Stadt Altona wurde am 1. April 1937 durch das Groß-Hamburg-Gesetz Teil des Landes Hamburg und verlor ihren Status als selbständige Stadt durch ihre Eingemeindung in die Hansestadt Hamburg am 1. April 1938.

## Geschichte

### Wilhelminische Epoche
Der Altonaer Künstlerverein wurde in der Wilhelminischen Epoche im Frühjahr 1909 gegründet. Am 20. August 1909 war in einem kleinen Vermerk auf Seite 8 der Morgenausgabe der Altonaer Nachrichten zu lesen, dass sich Altonaer Maler, Zeichner, Bildhauer und Architekten zu einem beruflichen Verein mit dem Namen Altonaer Künstlerverein zusammengefunden haben, um ihre künstlerischen und wirtschaftlichen Interessen zu fördern. Die darin genannten 20 Mitglieder waren Wilhelm Battermann, Carl Becker, Georg Bindhardt, George Buckup, Berthold Clauss, Bertha Dörflein (Dörflein-Kahlke), Carl Ehrich, Curt Francke, August Henneberger, Hans Kolitz, Jacob Mittelsdorf, Adolf Möller, Martha Nopitsch, Fritz (Carlos Friedrich) Peters-Weber, Carl Rathjen, Rudolf Schäfer, Oskar Schwindrazheim, Otto Stichling, Hermann Stuhr und der Direktor des Altonaer Museums Otto Lehmann. Carl Rathjen wurde einstimmig zum Präsidenten des Vereins gewählt, lehnte aber die Wahl ab. Die erste Ausstellung des Vereins fand im Altonaer Museum vom 5. Dezember 1909 bis zum 5. Januar 1910 statt. George Buckup entwarf das Ausstellungsplakat. Es zeigt ein Paar, ein Bild betrachtend, in einer Bekleidung, wie sie bis ca. 1870 modern war, die Dame in Krinoline und Schute mit Boa und Sonnenschirm, der Herr im Frack mit Vatermörder, Halstuch, Zylinder und Spazierstock.
Die erste Mitgliederliste wurde im Januar 1910 verfasst. Sie befindet sich heute im Bestand des Altonaer Museums, wie auch unter anderem das von 1913 bis 1939 geführte Protokollbuch des Vereins. Ende Januar oder Anfang Februar 1911 wurde eine Generalversammlung abgehalten, in der Wilhelm Battermann, Carl Becker, Georg Bindhardt, Curt Francke und Fritz Peters-Weber in den Vorstand gewählt wurden. Zudem wurde für die Ausstellung im März 1911 im Altonaer Museum die Ausstellungs- und Hängekommission gewählt, die aus Wilhelm Battermann, Carl Becker, Georg Bindhardt, Curt Francke und Carl Rathjen bestand. Bezüglich des Ausstellungsplakats entschied man sich für einen Entwurf von Carl Becker. Um den Künstlern die Ausstellung zu ermöglichen, spendete das Altonaische Unterstützungsinstitut im Vorfeld der Ausstellung zweimal 1000 Mark. Anfang April 1911 verlobte sich Berthold Clauss mit Erna Mittelsdorf, der Tochter von Jacob Mittelsdorf und dessen Frau Marta, geborene Schmogrow.
Am 7. Dezember 1911 erwarb die Stadt Altona für 800.000 Mark das Donner’sche Schloss der 1909 verstorbenen Helene Donner mit dem dazugehörigen Park, dem heutigen Donners Park, um es für kulturelle Veranstaltungen zu nutzen. Vom 21. Mai bis zum 23. Juni 1912 fand dort eine Doppelausstellung statt, die einerseits eine Ausstellung von Kunst und kunstgewerblichen Gegenständen aus altonaischem Privatbesitz war und andererseits eine Ausstellung des Altonaer Künstlervereins. Die Ausstellung mit Gegenständen aus altonaischem Privatbesitz umfasste über 1600 Ausstellungsstücke. Unter dem Privatbesitz befanden sich auch Werke von aktuellen und späteren Mitgliedern des Altonaer Künstlervereins. Die meisten Kunstwerke waren von Altonaer und Hamburger Künstlern. Viele waren lebende oder verstorbene Mitglieder des Hamburger Künstlervereins, wie auch der 1897 verstorbene Altonaer Maler Louis Gurlitt, der mit ca. 176 Werken am besten auf der Ausstellung vertreten war. Zudem wurden eine Marmorbüste von Christian Behrens und ein Ölporträt von Carl Rahl ausgestellt, die Louis Gurlitt darstellten. An der Ausstellung des Altonaer Künstlervereins beteiligten sich 15 Mitglieder mit 122 Werken. Im Gesamtausschuss der Ausstellung saßen der Oberbürgermeister Bernhard Schnackenburg, zwei Senatoren und einige wichtige Persönlichkeiten der Stadt Altona, der Direktor des Altonaer Museums Otto Lehmann sowie die fünf Vereinsmitglieder Carl Becker, Albrecht Burchard, Jacob Mittelsdorf, Oskar Schwindrazheim und der Vereinsvorsitzende Carl Rathjen. Otto Lehmann war zudem der Vorsitzende des Arbeiterausschusses, dem unter anderen auch die fünf Vereinsmitglieder angehörten, von denen wiederum Jacob Mittelsdorf der stellvertretende Vorsitzende des Arbeiterausschusses war. Für die Plakatgestaltung sorgte der Künstlerverein, der innerhalb des Vereins einen Wettbewerb veranstaltete. Den ausgelobten Preis von 80 Mark gewann Carl Rathjen für seinen Entwurf. Bildhauer und Gründungsmitglied Otto Stichling beteiligte sich nicht an der Ausstellung, er starb vor ihr am 28. April 1912 im Sanatorium von Lankwitz.
Von Anfang an versuchte der Verein der Öffentlichkeit ein Bild einer geschlossen auftretenden Künstlerschaft zu vermitteln und die Künstler als sozial notwendiges Instrument der Stadt Altona im Bewusstsein der Öffentlichkeit zu verankern. In einem Brief an den Magistrat drückte der Vereinsvorsitzende Curt Francke 1913 den Wunsch des Vereins aus, mit den städtischen Behörden enger zusammenzuarbeiten. Francke schlug ihm die Einrichtung eines Altonaer Kulturfonds vor, der sich nur die lokalen Kunstinteressen und Künstler nutzbar machen solle. Zwei Wochen später teilte der Magistrat ihm in der Antwort mit, dass er den Wünschen der Künstler wohlwollend gegenüberstehe und der Verein bei einer zu errichtenden Brunnenanlage im Isebektal beratend zugezogen werde. Nach einem Gespräch mit dem Oberbürgermeister Schnackenburg berichtete Franke in der Vereinssitzung vom 18. März 1913, dass der Magistrat der Schaffung eines städtischen Kunstfonds sympathisch gegenüberstehe. Eine weitere Beteiligung des Vereins an kommunalen Aktivitäten bot sich für das 1914 bevorstehende 250-jährige Stadtjubiläum an, das in Form einer Gartenbauausstellung gewürdigt werden sollte.
Bereits im Februar 1913 wurde von der inzwischen verheirateten Bertha Dörflein-Kahlke der Wunsch der Schleswig-Holsteinischen Kunstgenossenschaft herangetragen, anlässlich des Stadtjubiläums eine Gemeinschaftsausstellung mit dem Altonaer Künstlerverein zu veranstalten, was jedoch der Selbstdarstellung und den eigennützigen Bestrebungen des Vereins entgegenstand und abgelehnt wurde. In einer Unterredung im November zwischen den Mitgliedern Wilhelm Battermann und Friedrich Mißfeldt, der auch der 1. Vorsitzende der Schleswig-Holsteinischen Kunstgenossenschaft war, wurde das Thema erneut diskutiert. Am 5. Dezember fand eine Generalversammlung des Künstlervereins statt, an der auch Friedrich Mißfeldt und Fritz Stoltenberg in ihrer Funktion als Vorstandsmitglieder der Schleswig-Holsteinischen Kunstgenossenschaft teilnahmen. Curt Francke berichtete, dass dem Verein an der Fischers Allee ein Grundstück für den Bau eines eigenen Ausstellungsgebäudes zur Verfügung stehe. Die Kosten für das Gebäude würden sich auf 15.000 Mark belaufen, die durch geringe Beiträge aus den beiden Vereins- und Genossenschaftsvermögen, durch Eintrittsgelder, Postkartenverkauf, Verlosungen und eine öffentliche Ausgabe von 150 Anteilscheinen zu je 100 Mark gedeckt werden können. Den Ausführungen Franckes folgte die Zustimmung der Mitglieder. Bereits auf der Versammlung wurden Anteile für 1400 Mark ausgegeben und erworben. Es wurde eine Finanzkommission gebildet, die aus dem außerordentlichen (fördernden) Mitglied und Maschinenfabrikanten Carl Menck (Mitinhaber von Menck & Hambrock, Sohn von Johannes Menck) sowie den ordentlichen (künstlerisch tätigen) Mitgliedern Wilhelm Battermann, Albrecht Burchardt und Hans Kolitz (Sohn von Louis Kolitz) bestand. Die Kommission hatte unter anderem die Aufgabe, wohlhabende und kunstliebende Kreise, Vereine, Banken, das Königliche Commerz-Collegium, das Altonaische Unterstützungsinstitut und Zeitungen unter anderen für das Ausstellungsprojekt als Förderer zu gewinnen. Innerhalb weniger Tage wurden bereits 10.000 Mark zusammengetragen. Am 23. Dezember 1913 verstarb das Gründungsmitglied Jacob Mittelsdorf.
Im Februar 1914 stellte sich heraus, dass die Schleswig-Holsteinische Kunstgenossenschaft sich nicht an den Baukosten des Ausstellungsgebäudes beteiligen konnte. Der Altonaer Künstlerverein war nun auf sich gestellt. Der schon seit der Versammlung festgelegte Name der Ausstellung, Schleswig-Holsteinische Kunst, wurde beibehalten, da einzelne, ausgewählte Mitglieder der Schleswig-Holsteinische Kunstgenossenschaft zur Teilnahme an der Ausstellung eingeladen werden sollten. Nachdem die Stadt Altona eine Garantiesumme von 4000 Mark und das Königliche Commerz-Collegium 2000 Mark bereitgestellt hatten, standen 17.500 Mark für den Bau des Ausstellungsgebäudes zur Verfügung, mit dem Curt Francke beauftragt wurde. Er entwarf ein eingeschossiges Gebäude im neoklassizistischen Stil mit Satteldach und einer über drei Treppenstufen erreichbaren kleinen Eingangshalle, deren Front mit einem von sechs kannelierten Säulen und einem darüber befindlichen Buchstabenfries getragenen Rundgiebel gebildet wurde. Die Buchstaben des Frieses bildeten wiederum den Namen der Ausstellung. Da der Bau ausschließlich für die Dauer der Ausstellung konzipiert wurde, bestand er nur aus einer verputzten Holzkonstruktion. Der Künstlerverein entwarf die offiziellen Druckwerke der Gartenbauausstellung, die von dem Gartenbaudirektor Ferdinand Tutenberg organisiert wurde. Wilhelm Battermann entwarf das Plakat zum Stadtjubiläum, Streichholzschachteletiketten mit demselben Motiv und mit Gebäudeansichten als Altonaer Wahrzeichen sowie vier Postkarten nach aquarellierten Federzeichnungen, die die St. Joseph-Kirche, das Schröder’sche Palais, das alte Altonaer Rathaus und das Heitmann’sche Haus an der Elbchaussee 302 zeigten. Carl Becker, Berthold Clauss, Johannes Magerfleisch, Adolf Möller und Fritz Peters-Weber erweiterten die Künstlerpostkartenserie mit Motiven von dem Altonaer Elbufer, Altonaer Fischmarkt, Altonaer Hafen und den Altonaer Kirchen. Zudem erschien eine Postkartenserie mit Schwarz-Weiß-Reproduktionen von Gemälden, die auf der Kunstausstellung zu sehen waren. Hermann Stuhr entwarf das Ehrendiplom der Gartenbauausstellung und illustrierte den von Oskar Schwindrazheim verfassten und vom Verkehrsverein neu herausgegebenen Führer durch Altona. Die Kunstausstellung blieb auch noch nach dem Beginn des Ersten Weltkrieges einige Zeit geöffnet.
Im Dezember 1914 veranstaltete der Künstlerverein eine Weihnachtsmesse zur Unterstützung Altonaer Künstler und der Kriegshilfe im Hörsaal des Altonaer Museums, an der auch Nichtmitglieder ausstellten. Ausgestellt wurden Gemälde, Plastiken und kunstgewerbliche Arbeiten. Zehn Prozent des Erlöses kamen der Kriegshilfe zugute. 1914 hatte der Verein 22 ordentliche und 15 außerordentliche Mitglieder. Im Februar 1915 stellte der Verein übriggebliebene, anlässlich der Gartenbauausstellung angefertigte Künstlerpostkarten der Kriegshilfe und dem Roten Kreuz zur Verfügung. Bis zur Weihnachtsmesse des Vereins im Dezember 1915 im Altonaer Museum fand keine weitere Ausstellung oder Zusammenkunft der Vereinsmitglieder statt, da ein Teil Kriegsdienst leistete, wie zum Beispiel Berthold Clauss, Johannes Magerfleisch, Karl Spethmann und Joseph Tibor. Am 14. Januar 1916 verstarb das Gründungsmitglied Fritz Peters-Weber.
Im Februar 1917 wurde bei dem Fabrikanten Carl Menck, der seit 1914 Kassenwart des Vereins war, in der Großen Brunnenstraße 78 die Geschäftsstelle des Vereins eingerichtet. Die Mitglieder trafen sich monatlich oder vierteljährlich an wechselnden Versammlungsorten, vor geplanten Veranstaltungen auch öfters. Versammlungsorte waren unter anderen 1914 und 1915 das Hotel Prinzenhof in der Bahnhofstraße 24 (heute Max-Brauer-Allee), 1918 Petersen's Hotel in der Königstraße 186–188 und 1919 das Restaurant der Elbschloss-Brauerei von Hugo Topp an der Elbchaussee 374 in Nienstedten sowie das Gesellschaftshaus von H. Pabst in der Königstraße 135.
Im April 1917 trat der Magistrat an den Verein heran, mit dem Auftrag, Entwürfe für eine Bürgermeisterkette aus Kriegsmetall als Ersatz für die der kriegsfinanzierenden Goldsammlung überwiesenen Amtskette zu liefern. Nach einem nicht zufriedenstellenden Ergebnis eines ersten Wettbewerbes innerhalb des Vereins erfolgte ein zweiter, den August Henneberger gewann. Ebenfalls im April veranstaltete der Künstlerverein eine Frühjahrsausstellung im Altonaer Museum, die zusätzlich eine Gedächtnisausstellung für Fritz Peters-Weber beinhaltete. In einem Brief im Mai schlug Curt Francke dem Magistrat im Namen des Vereins vor, Mittel aus dem Kunstfond für Ankäufe aus der Ausstellung zu verwenden. Dieser schrieb wiederum Otto Lehmann, dass der Magistrat zum Ankauf heimischer Kunstwerke 2000 Mark zur Verfügung stelle. Am Ende der Ausstellung zählte der Verein 26 ordentliche Mitglieder. Im Dezember fand eine weitere Ausstellung im Altonaer Museum statt, deren ausgestellte Werke aber diesmal Otto Lehmann in den Ateliers der Künstler auswählte, da das Museum die Ausstellungskosten übernahm.
Am 5. April 1918 wurde die Satzung des Vereins erstellt, am 29. Mai erfolgte der Eintrag in das Vereinsregister durch Curt Francke und Oskar Schwindrazheim beim Amtsgericht Altona. Am 28. März 1918 verstarb das Gründungsmitglied Hermann Stuhr.

### Weimarer Republik
Im November 1918 wurde der Maler Hugo Schnüge zum Vereinsvorsitzenden gewählt. Vom 24. November bis zum 31. Dezember veranstaltete der Künstlerverein eine Weihnachtsmesse im Altonaer Museum. Die Eröffnung fand erst zwei Tage später statt, da der nach der Novemberrevolution als Regierung fungierende Arbeiter- und Soldatenrat den Hörsaal des Museums für eine Sitzung beanspruchte. Otto Thämer entwarf das Ausstellungsplakat, das einen mit großem Schritt von rechts nach links vorbeieilenden Mann mit Hut und Winterkleidung zeigt, der einen Weihnachtsbaum, ein eingepacktes gerahmtes Gemälde und kleine Geschenke mit sich führt. Der Geschäftsführer der Altonaer Druckanstalt Köbner & Co. Friedrich Wilhelm Döbereiner, der ein förderndes Mitglied war, übernahm kostenlos den Druck des Plakates. Der Erfolg der Ausstellung war sehr gut, von 139 gezeigten Arbeiten wurden 90 verkauft.
Die zweite Ausstellung während der Weimarer Republik, im März 1919, war die erste Ausstellung außerhalb Altonas. Sie fand im Kunstsalon Louis Bock & Sohn in Hamburg, Große Bleichen 34, statt. Weitaus erfolgreicher als diese Ausstellung war die darauf folgende Ausstellung im Altonaer Museum vom 15. November bis zum Jahresende 1919. Ab Juni 1921 fanden die Vereinsversammlungen im Arbeitsraum von Berthold Clauss in der Handwerker- und Kunstgewerbeschule im Donner’schen Schloss statt, da sie dort den Verein nichts kosteten, denn die Inflation machte sich auch beim Verein und seinen Mitgliedern bemerkbar. 1922 wurde noch ein befriedigendes Verkaufsergebnis erzielt, 1923 dagegen verlor der Verein durch die Inflation und die Währungsreform sein ganzes Vermögen. Er beschloss in der Versammlung vom 13. Dezember 1923 daraufhin ein großes Künstlerfest zu veranstalten, um mit dem Erlös wieder etwas in der Vereinskasse zu haben. In der Nachbarstadt war das seit 1913 jährlich stattfindende Hamburger Künstlerfest schon Tradition. Am 23. Dezember 1919 verstarb das Gründungsmitglied Carl Rathjen.

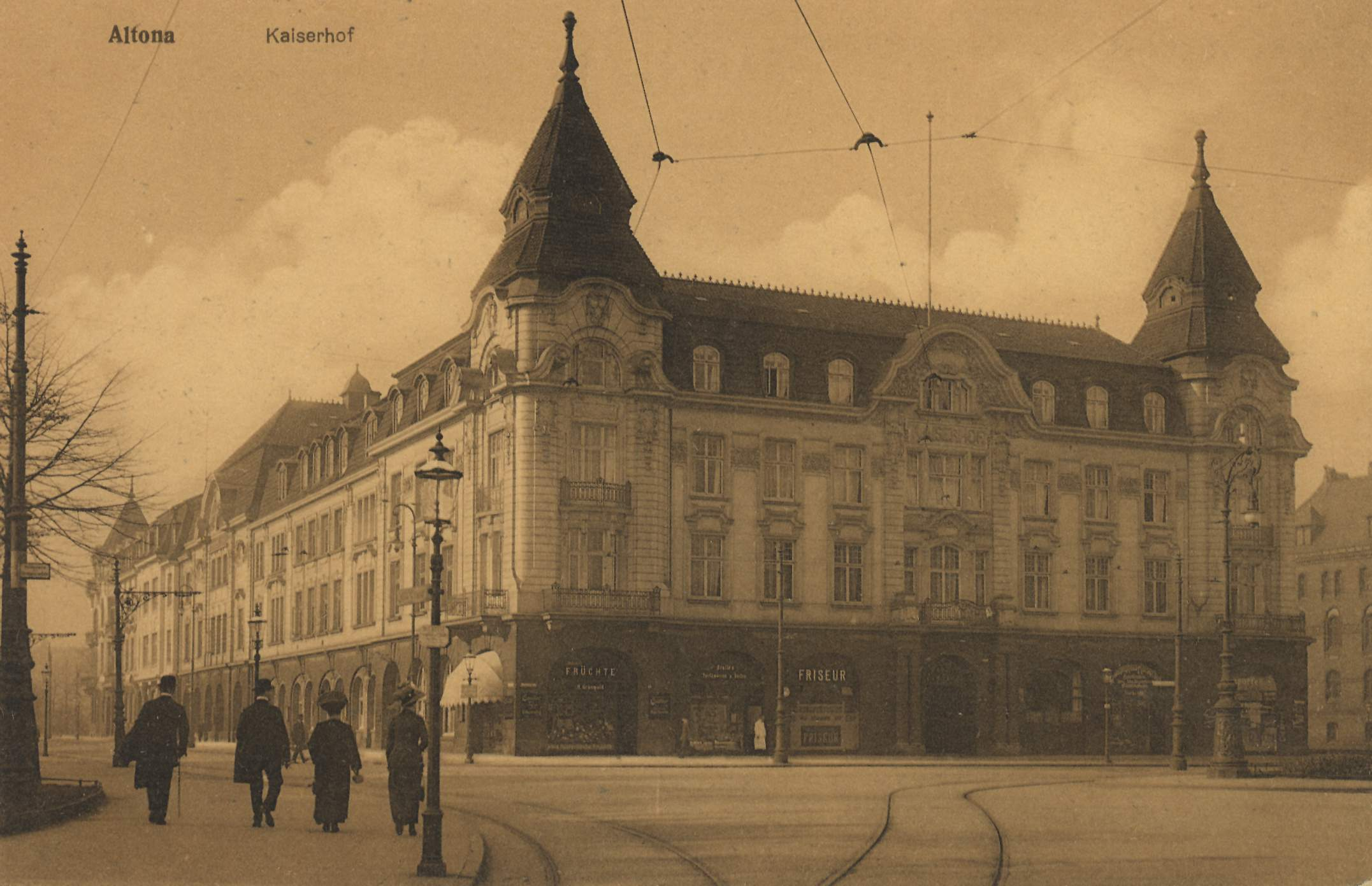
Hotel Kaiserhof in Altona, erbaut 1903, zerstört im Zweiten Weltkrieg

Das erste Altonaer Künstlerfest fand am 2. Februar 1924 unter dem Motto Dr. Caligari statt und knüpfte an den Film Das Cabinet des Dr. Caligari an, in dem erstmals der malerische Expressionismus in Kostümen und Kulissen Einzug fand. Das Kostümfest wurde zusammen mit Schauspielern des Altonaer Stadttheaters in den Räumen des renommierten Hotels Kaiserhof am Platz der Republik veranstaltet, das Räume für diesen Zweck kostenlos zur Verfügung stellte. Willy Habl entwarf das Ausstellungsplakat sowie die Einladungskarte und Wenzel Hablik befasste sich mit der Umdekorierung der Räume. Der inzwischen Vereinsvorsitzende Ewald Egg stand dem Festausschuss vor und Carl Menck kümmerte sich wieder um die Finanzen. Die Vereinsmitglieder stifteten eigene Arbeiten für die Tombola und schufen jeweils ein Caligari-Werk für die Caligari-Kunstschau. Von den 5880 Mark Reingewinn wurden 2367 Mark zum Ankauf von Werken freischaffender Mitglieder ohne regelmäßiges Einkommen verwendet, welche wiederum als die schon üblichen Jahresabgaben im Dezember an fördernde Mitglieder verlost wurden. Im November und Dezember fand eine Ausstellung des Vereins im Altonaer Museum statt.
Aufgrund des finanziellen Erfolges des ersten Festes wurde am 21. Februar 1925 unter dem Motto Im Zelt der Bimaschau im Hotel Kaiserhof das zweite Künstlerfest zusammen mit Schauspielern des Altonaer Stadttheaters veranstaltet. Willy Habl entwarf wieder das Plakat sowie die Einladungskarte und Wilhelm Battermann übernahm diesmal die Umdekorierung der Räume. Der finanzielle Erfolg blieb jedoch aus; es wurde lediglich ein Überschuss von 147 Reichsmark erwirtschaftet. Bei der ersten Wanderausstellung des Vereins im Frühjahr des Jahres in Oldenburg im Freistaat Oldenburg und in Wilhelmshaven wurden nur zwei Ölgemälde und für 150 Reichsmark Grafiken verkauft. Aufgrund der schlechten Wirtschaftslage wurde in der darauffolgenden Juryfreien Kunstausstellung im Altonaer Museum ein Defizit von 300 Reichsmark erzielt. Wegen der Wirtschaftslage verzichtete der Verein darauf, 1926 ein Künstlerfest zu veranstalten. Die Wanderausstellung von 1926 in Wilhelmshaven, Oldenburg, Münster und Osnabrück sowie die Frühjahrsausstellung und die Herbstausstellung 1926 im Altonaer Museum erzielten ebenfalls nicht den erwünschten Erfolg. In diesem Jahr verstarben zwei Gründungsmitglieder, am 12. Februar Carl Becker und am 8. April Curt Francke.

Das dritte Künstlerfest fand am 29. Januar 1927 unter dem Motto Die rasende Arena in sämtlichen Räumen des Hotels Kaiserhof statt. Erich Hartmann entwarf den Einladungsprospekt und das Plakat. Mit der Dekoration betraute man Vereinsfremde, Oberbaurat Georg Ramcke sowie die Architekten Rudolf Lodders und Heinrich Eggerstedt. In einer Revue spielten unter der Leitung des Hamburger Literaten und Verlegers Conrad Kayser Schauspieler des Altonaer Stadttheaters Zirkusleute. Kapellmeister und Ballettleiter Heinrich Paulsen komponierte die Musik. Aufgrund der schlechten Wirtschaftslage veranstaltete der Verein 1927 keine Ausstellung. Im Frühjahr wurde von den Mitgliedern eine Studienfahrt zu einer Ausstellung von Edvard Munch in Berlin unternommen. Nachdem sie im Juni Carl Menck zur silbernen Hochzeit eine Mappe mit Silbermontierung und 24 Aquarellen verschiedener Künstler schenkten, entschieden sie sich, dem Oberbürgermeister von Altona Max Brauer anlässlich der Eingemeindung der Elbvororte durch das Groß-Altona-Gesetz ebenfalls eine künstlerisch ausgeführte Mappe mit Aquarellen und Grafiken der Vereinsmitglieder zu überreichen, was im August geschah. Das Deckblatt trug die Widmung:

„In treuer Verehrung überreichen die Altonaer Künstler Herrn Oberbürgermeister Brauer aus Anlaß der Formung des neuen Groß-Altona diese Mappe in Bewunderung seines überragenden schöpferischen Geistes.“

Infolgedessen erteilte der Magistrat dem Verein einen Auftrag über 15 Mappen mit jeweils 10 bis 12 Aquarellen, die ausschließlich Motive aus den eingemeindeten Elbvororten zeigen. Eine solche Mappe in einem Pergamenteinband mit Silbermontierung in Form des Altonaer Stadtwappens von Josef Arnold sowie einer Widmung Max Brauers und zehn beinhaltende Aquarelle von Henning Edens, Max Stobbe, Johannes Magerfleisch, Wilhelm Mann, Edgar Ende und Karl Spethmann, gelangte 1982 über den Kunsthandel in den Besitz des Altonaer Museums.

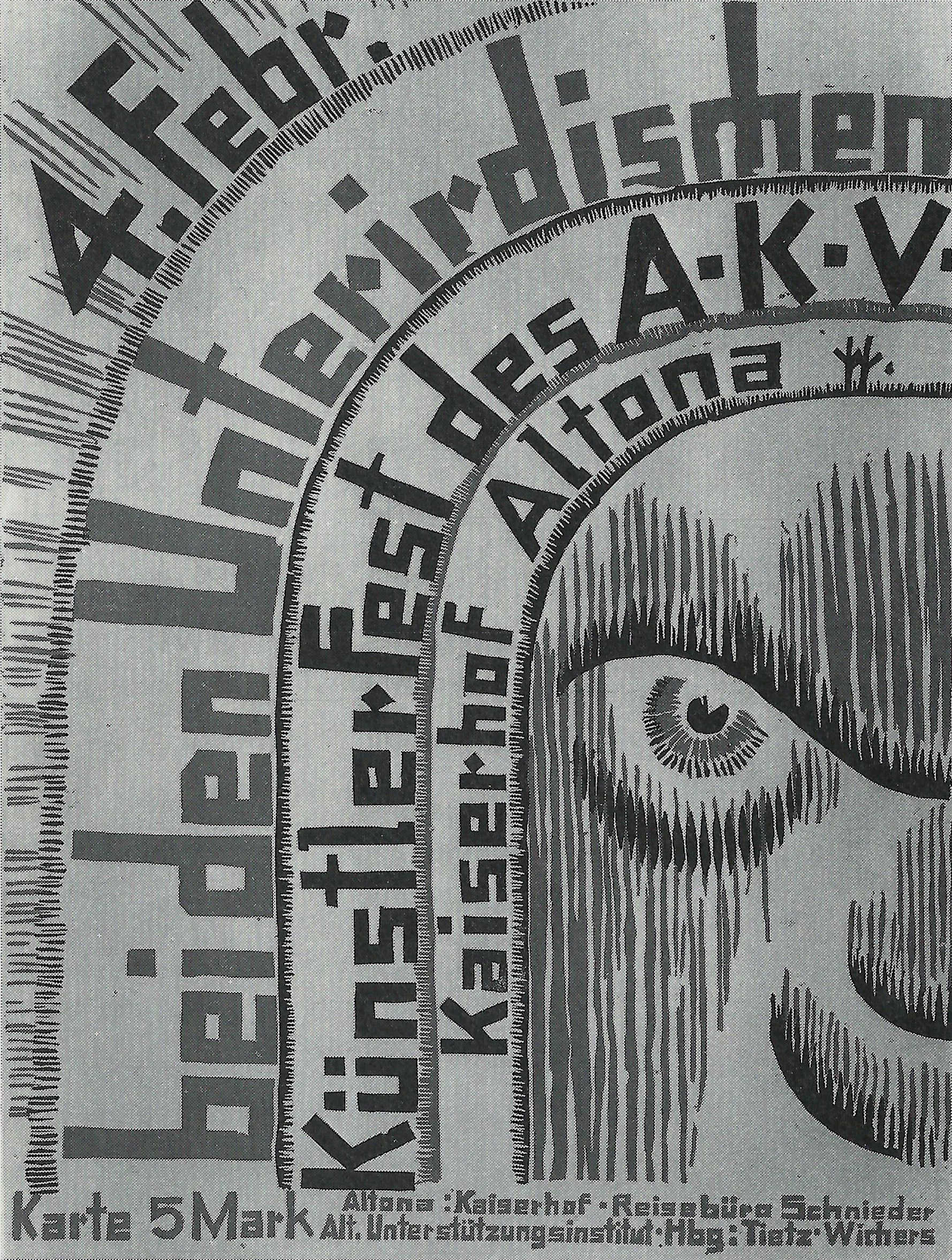
Plakat zum Altonaer Künstlerfest Bei den Unterirdischen des Altonaer Künstlervereins 1928 von Wenzel Hablik, Wenzel-Hablik-Museum (Schwarz-Weiß-Abbildung)

Das vierte und zugleich letzte Altonaer Künstlerfest fand am 4. Februar 1928 unter dem Motto Bei den Unterirdischen im Hotel Kaiserhof statt. Die Entwürfe des Einladungsprospekts und des Plakats sowie die Umdekorierung der Räume übernahm diesmal allein Wenzel Hablik. Für Tanzbilder, in denen sich schwarzgewandete Augen-Wesen in kleinen Marionettenschritten bewegten, hatte Hablik schon Wochen vorher mit einer Balletttruppe in Hamburg nach eigenen choreografischen Entwürfen und Musik von Kapellmeister Heinrich Paulsen geübt. Für die zugehörige Höllische Kunstausstellung war vorher jedes Mitglied aufgefordert worden, mindestens zwei höllische Kunstwerke zu schaffen. Ein Überschuss konnte wegen mehrerer gleichzeitig stattfindender anderer Feste auch diesmal nicht erzielt werden. Neben dem Hamburger Künstlerfest und dem Altonaer Künstlerfest fand in diesem Jahr auch das erste Künstlerfest der Hamburgischen Sezession statt, unter dem Titel Zinnober.
Nach mehrmonatigen Verhandlungen wurde am 20. Februar 1929 das Kartell Hamburger Künstlerverbände gegründet. Das Kartell war ein Zusammenschluss aller freien Künstler Hamburgs zu einem Dachverband, der eine Einflussnahme auf die mit der Kunst sich befassenden Gesetzgebung als Ziel hatte und zugleich eine Standesvertretung war. Mitglieder des Vereins waren neben dem Altonaer Künstlerverein der Hamburger Künstlerverein, die Hamburgische Sezession, die Hamburgische Künstlerschaft, der Schriftsteller-Schutzverband Nordwestgau, die Vereinigung Hamburgischer Komponisten und der Reichsverband bildender Künstler. Den Vorsitz hatte der Schriftsteller Hans Henny Jahnn. Hans Martin Ruwoldt wurde ins Kuratorium gewählt und als Vertreter des Altonaer Künstlervereins im Kartell die Maler Paul Bollmann und Ewald Egg. Im Juli wurde, anlässlich seines 65. Geburtstages, der Maler Rudolf Höckner zum Ehrenmitglied des Künstlervereins ernannt.
Am 15. September 1929 eröffnete die große Kunstausstellung Altona 1929 des Altonaer Künstlervereins in einer von Gustav Oelsner neu erbauten Ausstellungshalle an der Flottbeker Chaussee (heute Elbchaussee). Der Oberbürgermeister Max Brauer, der Ehrenvorsitzende der Ausstellung, hielt die Eröffnungsrede, in der er die Einmaligkeit der Ausstellung hervorhob. Die Ausstellung sollte Rechenschaft über das künstlerische Schaffen Deutschlands und den Anteil der Stadt Altona geben. Karl Schneider hatte die Durchführung der Ausstellung übernommen und der Geschäftsführer des Kunstvereins in Hamburg, Hofrat Theodor Brodersen, die Geschäftsführung. 25 Altonaer Honoratioren bildeten den Ehrenausschuss. Über 130 Künstler, davon 28 Mitglieder, mit etwa 500 Werken gaben einen Überblick über die neueste Entwicklung in der Kunst. Max Brauer verwendete sich bei Kunstfreunden Altonas und Hamburgs für die Stiftung von Geldpreisen an besonders förderungswürdige Künstler der Ausstellung. Geldpreise von insgesamt 5.900 Reichsmark wurden an 19 zumeist Altonaer Künstler ausgeschüttet. Zudem hatte der Altonaer Magistrat 5.000 Reichsmark zum Ankauf von Kunstwerken aus der Ausstellung bereitgestellt. Angekauft wurden Werke von Paul Bollmann, Erich Hartmann, Willem Grimm, Kurt Löwengard und zehn auswärtigen Künstlern. Einen der Geldpreise erhielt der Maler Curt Singer (auch Kurt, 1905–1989), von dem auch eine Arbeit angekauft wurde. Die Endabrechnung der Ausstellung ergab für den Altonaer Künstlerverein ein Defizit von 3.000 Reichsmark. Im Juni 1931 wurde deshalb eine Beihilfe von 4.000 Reichsmark als Nachbewilligung beantragt.
Parallel zur Ausstellung fand in der Schillerstraße 5 in Altona eine Protestausstellung statt, in der angeblich abgelehnte Werke der großen Ausstellung ausgestellt wurden. In den Altonaer Nachrichten vom 15. Oktober ließ der Altonaer Künstlerverein eine Erklärung abdrucken, in der er angab, dass von den 25 Ausstellern der Protestausstellung neun gar nicht an der Beschickung der großen Ausstellung beteiligt waren, elf Aussteller zum Teil ganz andere Werke zeigten als die abgelehnten und ein Aussteller auch bei der großen Ausstellung ausstellte, sodass man nicht von einer Ausstellung der Zurückgewiesenen reden konnte, wie die Ausstellung auf dem Ausstellungsplakat bezeichnet wurde. Der Künstlerverein wertete dies im Schlusssatz als „eine Irreführung der öffentlichen Meinung“.
Die im Oktober 1929 begonnene Weltwirtschaftskrise betraf auch den Künstlerverein. Trotz ungünstiger Verkaufsaussichten fand von November bis Dezember 1930 eine Ausstellung des Vereins im Berufsschulzentrum Haus der Jugend am Platz der Republik statt, zu der auch ein Katalog gedruckt wurde. 75 Werke von 18 Künstlern wurden ausgestellt, jedoch wurde keines der Werke gekauft. In dem Jahr wechselte die Kassenführung des Vereins von Carl Menck auf den für das Sozial- und Kulturressort zuständigen Senator August Kirch. Die Geschäftsstelle des Vereins wurde in dessen Amtszimmer im Altonaer Rathaus eingerichtet.
Von Mai bis September 1931 fand eine mehrmals verlängerte Ausstellung des Vereins im Goßlerhaus in Goßlers Park in Blankenese statt. Laut Ausstellungskatalog stellten 23 Künstler 136 Werke aus, doch aufgrund der Verlängerungen wurden auch Werke ausgetauscht. Obwohl verschiedene Werke von der Stadt Altona angekauft wurden, endete die Ausstellung mit einem Defizit von 1.000 Reichsmark. Im selben Jahr beschloss der Verein, parallel zur städtischen Winterhilfe, aktiven Mitgliedern in Notfällen kleine Unterstützungen aus der Vereinskasse zu gewähren. In Hinblick auf das Langenhorner Vorbild, die Griffelkunst-Vereinigung Langenhorn, gründete der Volksschullehrer Andreas Sönnichsen 1930 in Blankenese die Vereinigung für graphische Kunst. Mitte September 1931 hatte die Vereinigung bisher jeweils sechs Grafiken von den Künstlern des Altonaer Künstlervereins Willem Grimm (1930), Erich Hartmann, Kurt Löwengard und Paul Kayser zur Wahl gestellt. Für Oktober war eine Wahl von Grafiken des Mitgliedes Henning Edens geplant. 1932 schuf Paul Bollmann fünf Lithografien für die Vereinigung und 1933 standen Blätter von Hans Martin Ruwoldt zur Wahl.
1932 beschloss der Künstlerverein, die Vereinstätigkeit aufgrund der „sehr ungünstigen Zeiten“ weitgehend ruhen zu lassen. Trotz schlechter Verkaufsaussichten wurde ab ca. September eine kleine Ausstellung des Vereins innerhalb der Ausstellung Neues Wohnen in der Ausstellungshalle an der Flottbeker Chaussee veranstaltet. In einen Raum der Halle wurden Ölbilder, Aquarelle und Grafiken ausgestellt. Das Vereinsvermögen betrug in dem Jahr nur noch 1.370 Reichsmark.

### Deutsches Reich 1933 bis 1945
Nach der Machtergreifung der Nationalsozialisten wurden aufgrund einer Rufmordkampagne Oberbürgermeister Max Brauer und Senator August Kirch Anfang März 1933 beurlaubt. Für Max Brauer wurde Michael Brix eingesetzt und für August Kirch der Senator Hermann Saß. Im Künstlerverein gab es neben anderen Mitgliedern seit etwa 1925 zwei Gruppen, eine die der Hamburgischen Sezession nahestand oder deren Gruppenmitglieder selbst Mitglieder der Sezession waren und eine die sich von den mindestens 11 Mitgliedern der Sezession im Künstlerverein distanziert hatte. Die letztgenannte Gruppe schien zunächst mit den neuen Machthabern zu sympathisieren. Zu ihr gehörten Henning Edens, Ewald Egg, Gustav Schmid-Goertz, Hugo Schnüge, Friedrich (auch Fried) Traulsen und Friedrich Westphal. Zu den Sezessionmitgliedern im Verein zählten Carl Blohm, Lore Feldberg-Eber, Willem Grimm, Erich Hartmann, Ivo Hauptmann, Paul Kayser, Reinhard Lentz, Kurt Löwengard, Hans Martin Ruwoldt, Karl Schneider und Albert (Christian Friedrich) Woebcke (auch Wöbcke). Im Mai 1933 schrieb Gustav Schmid-Goertz an Wenzel Hablik:

„Wie so vieles, so steht heute der Altonaer Künstler-Verein an seiner Wende. Durch die Wahl des Vorstandes, die in der nächsten Versammlung vollzogen wird, wird sich ein neuer Weg für den Verein zeigen oder er wird seinem Ende nahe sein. Es ist bei der vorigen Tagung richtig erkannt worden, daß wir eine Führung im Verein brauchen, die fähig und gewillt ist, mit dem neuen Altonaer Magistrat zu arbeiten und sich für die bildende Kunst einzusetzen, und die vom Magistrat aus als würdig genug erscheint, in ihrem Geiste zu arbeiten. ... Die Vorherrschaft der sensationslüsternen Expressionisten muß auch bei uns auf jeden Fall gebrochen werden.“

Auf der Versammlung am 2. Mai, noch vor der Vorstandswahl, beantragte Schmid-Goertz die politische Gleichschaltung des Vereins, obwohl der Antrag nicht auf der Tagesordnung gestanden hatte. Das Ergebnis der darauffolgenden Abstimmung ergab eine Ablehnung des Antrags. „Man lehnte eine Überrumpelung ab“, heißt es im Protokollbuch. In der Vorstandswahl, in der die Kandidaten Henning Edens und der von Schmid-Goertz favorisierte Hugo Schnüge zur Wahl standen, wurde Henning Edens zum ersten Vorsitzenden gewählt. Paul Bollmann wurde zum zweiten Vorsitzenden gewählt und Reinhold Schaefer (auch Schäfer) zum Schriftführer. In einem hektografierten Bericht über die Versammlung hatte Henning Edens einen Absatz hinzugefügt, der nicht im Protokollbuch steht:

„Eine Rücksprache an maßgebender Stelle bei Altonaer Magistrat ergab, daß es keineswegs erforderlich ist, daß der Vorstand unseres Vereins parteipolitisch gebunden ist. Es wird auch keine politische Stellungnahme des Vereins verlangt. Es erübrigt sich infolgedessen, eine weitere Generalversammlung zwecks Neuwahlen einzuberufen.“

Es zeigte sich, dass Edens und Bollmann sich keineswegs für die Pläne der Nationalsozialisten oder deren Sympathisanten im Verein einspannen ließen. Am 8. Mai verfassten Schmid-Goertz, Schnüge und Westphal eine „Denkschrift“ an Senator Hermann Saß, in der unter anderem die Kunst der „Sezessionisten“ sowie Edens und Bollmann diskreditiert wurden. In dieser Schmähschrift wurde behauptet, dass angeblich bereits die Kunstausstellung Altona 1929 ausschließlich auf die expressionistische Kunst ausgerichtet gewesen sei. Der Altonaer Künstlerverein habe „der Öffentlichkeit eine Schau von Werken jüdischer Sensationsmacherei und intellektuellen Kitsches“ gezeigt, „die jeden deutschen fühlenden Menschen ins Gesicht schlagen mußte.“ Weiter hieß es: „Wir Unterzeichneten, die wir teils der NSDAP, teils dem Kampfbund für deutsche Kultur ... angeschlossen sind, haben bewußt den Kampf gegen die undeutsche Kulturrichtung des Expressionismus, der der Ausdruck jüdischen Intellekts ist, aufgenommen.“ Auf Bollmann kommend hieß es, dass er politisch „nicht zuverlässig“ sei, weil er den Hamburger Künstlerverein, nach dessen Beitritt in den Kampfbund, als einziger verlassen habe. Weiter hieß es, dann über Edens, dass er „voll für die freie Betätigung der Sezessionisten und Juden im Verein“ eingetreten sei. Schließlich wurde der Senator gebeten „dem deutschen Geist auch im Alt. K.V. die Vorherrschaft wieder einzuräumen. Es wäre sicherlich nicht richtig, erst abzuwarten und event. erst bei Ausstellungen einzuschreiten. Es ist notwendig, daß auch im Alt. K.V. die Künstler der deutschen Gesinnung wieder wohlfühlen und in kollegialem Verhältnis zusammen schaffen und mit neuen Mitgliedern ihrer Art den Verein stärken werden.“
Aus Briefen an Wenzel Hablik geht hervor, dass Saß nach einer Unterredung am 14. August 1933 zunächst nichts gegen den Verein unternehmen wollte. Im Protokollbuch ist im Bericht über die Generalversammlung des Vereins vom 9. März 1934 allerdings dann zu lesen, dass der Altonaer Magistrat sich an den Leiter der Landesstelle Norddeutschland der Reichskammer der bildenden Künste Hermann Maetzig gewandt hatte, damit dieser die Beziehungen des Vereins zum Magistrat regele. Im Einvernehmen mit dem Magistrat hatte dieser dann den Maler und Vorsitzenden des Kampfbundes für deutsche Kultur Karl Wilhelm Göring, der noch kein Vereinsmitglied war, zum Vorsitzenden bestimmt, und Edens und Westphal zu dessen Mitarbeitern. Westphal verzichtete auf die Tätigkeit. An seiner Stelle trat Ewald Egg.
Durch das Groß-Hamburg-Gesetz wurde die zur preußischen Provinz Schleswig-Holstein gehörende Stadt Altona am 1. April 1937 ein Teil des Landes Hamburg und verlor ihren Status als selbständige Stadt durch ihre Eingemeindung in die Hansestadt Hamburg am 1. April 1938. Der Altonaer Künstlerverein war somit auch ein Hamburger Künstlerverein und unterstand nun der Hamburger Gerichtsbarkeit.
Der Künstlerverein ist nach der Sitzung vom 9. März 1934 nur noch einmal, am 1. Juni 1939, zu einer Generalversammlung zusammengetreten, an der auch ein Vertreter der Reichskammer der bildenden Künste teilnahm. Görings Bemühungen, die Vereinstätigkeit wieder zu beleben, waren in den vergangenen Jahren vergebens gewesen. Auf einen Vorschlag Edens hin trat Göring zurück. Ewald Egg wurde daraufhin zum ersten Vorsitzenden gewählt. Traulsen wurde Schriftführer und Edens Kassenführer. Es wurde zudem eine neue Satzung angenommen, die der von der Reichskammer der bildenden Künste verordneten Regelsatzung für Künstlervereine entsprach. Im Sinne des Reichsbürgergesetzes durften nun keine Juden oder „jüdische Mischlinge“ mehr Mitglieder sein. Die beiden jüdischen Mitglieder des Vereins waren zu diesem Zeitpunkt schon nach England emigriert, Lore Feldberg-Eber am 31. Dezember 1938 nach Cambridge und Kurt Löwengard im Mai 1939 nach London.

### Bundesrepublik Deutschland
Als letzter Vorsitzender erhielt Ewald Egg im Februar 1953 vom Amtsgericht Hamburg die Aufforderung, eine neue Vereinssatzung anzumelden und Vorstandswahlen durchführen zu lassen. Zusammen mit den noch zu ermittelnden anderen 14 Mitgliedern wurde beschlossen, den Verein aufzulösen. Am 5. Mai wurde er im Vereinsregister gelöscht. Das Amtsgericht bestellte Egg zum Liquidator, der den Kassenbestand von 200 Deutsche Mark auflöste. Die letzte, im Mai 1953 von Egg handschriftlich verfasste Mitgliederliste enthielt 16 Namen, und zwar Josef Arnold, Egbert Baumann, Ewald Egg, Willem Grimm, Willy Habl, Erich Hartmann, Ivo Hauptmann, August Henneberger (Gründungsmitglied), Werner Kallmorgen, Wilhelm Mann, Hans Martin Ruwoldt, Reinhold Schaefer, Gustav Schmid-Goertz, Max Stobbe, Friedrich Traulsen und Albert Woebcke.
Spätestens 1955 überließ Ewald Egg dem Altonaer Museum das Protokollbuch des Künstlervereins.

## Bekannte Mitglieder
Die in der Mitgliederliste aufgeführten sogenannten Gründungsmitglieder sind die am 20. August 1909 aus dem Altonaer Nachrichten bekanntgewordenen Mitglieder.
- Carl Appel (1866–1937), Maler
- Josef Arnold (1884–1960), Goldschmied, Mitglied ab spätestens 1924–1953
- Wilhelm Battermann (1872–1964), Maler, Gründungsmitglied, 1925–1926 2. Vorsitzender, Austritt 1926
- Egbert Baumann (1885–1969), Maler, Ökonom, Beitritt 1927
- Carl Becker (1862–1926), Maler, Gründungsmitglied, 1913–1915 und 1919 2. Vorsitzender
- Georg Bindhardt (1875–1926), Bildhauer, Medailleur, Ziseleur, Goldschmied, Gründungsmitglied, 1914 ausgeschieden
- Carl Blohm (1886–1946), Maler, Grafiker, Bildhauer, Mitglied 1924–1946
- Paul Bollmann (1885–1944), Maler, Grafiker, Beitritt 1927, 1933 2. Vorsitzender
- George Buckup (1864–1921), Maler, Gründungsmitglied, 1914 ausgeschieden
- Fritz Bürger (1888–1971), Maler, Bildhauer, Kunsthistoriker, Beitritt 1931
- Albrecht Burchard (1876–?), Maler, Beitritt spätestens 1912 oder 1913, Austritt 1919
- Berthold Clauss (1882–1969), Maler, Grafiker, Bildhauer, Gründungsmitglied, 1920 2. Vorsitzender, 1921 Vorsitzender
- Bertha Dörflein-Kahlke (1875–1964), Malerin, Lithografin, Gründungsmitglied
- Henning Edens (1885–1943), Maler, Beitritt 1919, 1933 Vorsitzender, 1939 Kassenführer
- Ewald Egg (1884–1955), Maler, Zeichner, Beitritt 1917, 1927–1932 2. Vorsitzender, 1939–1953 Vorsitzender
- Heinrich Eggerstedt (1904–1945), Architekt, Beitritt 1927
- Carl Ehrich (1855–19??), Architekt, Gründungsmitglied
- Edgar Ende (1901–1965), Maler, Beitritt 1925
- Ilda von Ernst-Lange (geborene von Ernst) (* 1873), Malerin, Mitglied ab spätestens 1920–1924, dann außerordentliches Mitglied
- Martin Peter Georg Feddersen (1849–1930), Maler, Bildhauer, Kunstkritiker, Beitritt 1917
- Lore Feldberg-Eber (1895–1966), Malerin, Mitglied 1929–1939
- Curt Francke (1869–1926), Architekt, Gründungsmitglied, 1913 (oder früher)–1918 Vorsitzender
- Karl Wilhelm Göring (1895–19??), Maler, Grafiker, Innenraumgestalter, 1934–1939 (eingesetzter) Vorsitzender, davor kein Mitglied
- Willem Grimm (1904–1986), Maler, Grafiker, Mitglied 1929–1953
- Willy Habl (1888[45]–1964), Maler, Grafiker, Mitglied ab spätestens 1922–1953
- Wenzel Hablik (1881–1934), Maler, Grafiker, Kunsthandwerker, Beitritt 1919
- Claus Hinrich (auch Heinrich) Hadenfeld (1878–1943), Maler, Grafiker, Beitritt 1919, Ausschluss 1927, 2. Beitritt 1929
- Erich Hartmann (1886–1974), Maler, Grafiker, Mitglied 1925–1953
- Ivo Hauptmann (1886–1973), Maler, Grafiker, Mitglied 1929–1953
- Therese Heinzinger (1888–1942), Bildhauerin, Beitritt spätestens 1924
- August Henneberger (1873–1961), Bildhauer, Gründungsmitglied 1909–1953
- Carl Hilmers (1891–1978), Maler, Bildhauer (Carl Hans Detlev Gotthardt Hilmers), Beitritt 1920
- Rudolf Höckner (1864–1942), Maler, Zeichner, ab 1929 Ehrenmitglied
- Adolf von Horsten (1888–1985), Maler, Mitglied 1918–1925
- Heinrich Jaacks (1896–1954), Maler, Mitglied 1922–1924
- Gertrud Jungnickel (1870–1947), Malerin, Beitritt spätestens 1911
- Max Kahlke (1892–1928), Maler, Grafiker, Beitritt 1925
- Werner Kallmorgen (1902–1979), Architekt, Mitglied 1930–1953, 1932 Vorsitzender, 1933 Kassenführer
- Paul Kayser (1869–1942), Maler, Grafiker, Beitritt spätestens 1929
- Hans Kolitz (1874–1961), Maler (Sohn von Louis Kolitz), Gründungsmitglied 1909–1924
- Max Kuchel (1859–1933), Maler, Mitglied 1917–1919
- Willi Lange (1876–1950), Maler, Grafiker, Bildhauer (Willi Otto Max Lange), Beitritt 1917
- Otto Lehmann (1865–1951), Museumsdirektor, Gründungsmitglied, Ehrenmitglied, später Ehrenvorsitzender
- Reinhard Lentz (1906–1994), Maler, Grafiker, Schauspieler, Beitritt 1929
- Kurt Löwengard (1895–1940), Maler, Grafiker, Zeichner, Mitglied 1927–1939
- Johanna Magerfleisch (geborene Sauerwald) (1883–1972), Malerin, Beitritt 1914
- Johannes Magerfleisch (1885–1968), Maler, Grafiker, Mitglied ab spätestens 1912–1928, 1924 2. Vorsitzender
- Käthe Mahr-Köster (1886–1950, geb. Mahr, auch Köster[46] oder Köster-Mahr), Malerin,[47] Mitglied ab spätestens 1931[48]
- Wilhelm Mann (1882–1957), Maler, Grafiker (Wilhelm Adam Gottlob Mann), Mitglied 1923–1953
- Hermann Mende (1887–1966), Maler, Grafiker, Kunsterzieher, Mitglied 1925–1927
- Friedrich Mißfeldt (1874–1969), Maler, Illustrator, Beitritt spätestens 1913
- Jacob Mittelsdorf (1856–1913), Architekt, Kunstgewerbler, Direktor der Altonaer Handwerker- und Kunstgewerbeschule, Gründungsmitglied 1909–1913
- Adolf Möller (1866–1943), Maler, Illustrator, Gründungsmitglied
- Bertha Möller (geborene Schmarje) (1867–1956), Weberin (Cousine und Ehefrau von Adolf Möller), Beitritt spätestens 1911
- A. Müller, 1917 im Protokollbuch des Künstlervereins als Mitglied verzeichnet
- (Frl. Dr.) Nachtigall, Beitritt 1917 (Möglicherweise Tochter des Blankeneser Oberlehrers Dr. Nachtigall)
- Charlotte Wilhelmine Niels (1866–1943), Malerin, Beitritt 1918, 1920 Beisitzerin im Vorstand
- Martha Nopitsch (1856–1939), Malerin, Mal- und Zeichenlehrerin,[49] Gründungsmitglied
- Fritz (Carlos Friedrich) Peters-Weber (1872–1916), Maler, Kupferstecher, Kunstgewerbler, Zeichenlehrer, Gründungsmitglied 1909–1916
- Carl Rathjen (1855–1919), Maler, Gründungsmitglied, Vorsitzender 1912
- Heinrich Röhr (1871–1946), Maler, Mitglied 1918–1927
- Hans Martin Ruwoldt (1891–1969), Bildhauer, Zeichner, Grafiker, Beitritt 1926
- Reinhold Schaefer (auch Schäfer) (1887–1977), Maler, Theatermaler, Bühnenbildner, Grafiker, Illustrator, Beitritt spätestens 1922
- Rudolf Schäfer (1878–1961), Maler, Illustrator, Gründungsmitglied, 1914 ausgeschieden
- Otto Schmarje (1868–1920), Dekorationsmaler, Beitritt spätestens 1913
- Gustav Schmid-Goertz (1889–1965), Maler, Grafiker, Scherenkünstler, Beitritt 1922, 1926 und ab 1939 2. Vorsitzender
- Karl Schneider (1892–1945), Architekt, Mitglied 1927–1932, Vorsitzender 1927–1932
- Hugo Schnüge (1875–1960), Maler, Zeichner, Zeichenlehrer, Beitritt 1918, 1918–1921 und 1927 Vorsitzender
- Oskar Schwindrazheim (1865–1952[50]), Maler, Kunstschriftsteller, Gründungsmitglied 1909–1924, 1918 2. Vorsitzender
- Heinrich Spethmann (1885–19??), Bildhauer, Beitritt 1917, Austritt vor 1924
- Karl Spethmann (1888–1944[51]), Maler, Bildhauer, Beitritt 1914
- Otto Stichling (1866–1912), Bildhauer, Gründungsmitglied 1909–1912
- Max Stobbe (1883–1963), Maler, Grafiker, Zeichner, Mitglied 1914–1953
- Hermann Stuhr (1870–1918), Maler, Zeichner, Gründungsmitglied 1909–1918
- Otto Thämer (1892–1975), Maler, Grafiker, Mitglied 1918–1929
- Joseph Tibor (1877–1922), Maler, Bildhauer, Beitritt spätestens 1912
- Friedrich (auch Fried) Traulsen (1887–1979), Maler, Grafiker, Mitglied 1919–1953, Schriftführer ab 1939
- Friedrich Westphal (1890–1979), Bildhauer, Maler, Grafiker, Beitritt 1918
- Albert (Christian Friedrich) Woebcke (auch Wöbcke) (1896–1980), Bildhauer, Maler, Grafiker, Mitglied 1926–1953

## Außerordentliche Mitglieder (Auswahl)
- Ilda von Ernst-Lange (geborene von Ernst) (* 1873), Malerin, Mitglied ab spätestens 1920–1924, dann außerordentliches Mitglied
- Friedrich Wilhelm Döbereiner, Geschäftsführer der Altonaer Druckanstalt Köbner & Co.
- Carl Menck, Maschinenfabrikant (Mitinhaber von Menck & Hambrock, Sohn von Johannes Menck), Kassenwart 1914–1930

## Ausstellungen (Auswahl)
- 1909–1910: Ausstellung im Altonaer Museum. Ausstellende Künstler sollen, bis auf einer Ausnahme, die gleichen gewesen sein, die auch auf der Ausstellung von 1911 ausstellten.
- 1911: Ausstellung im Altonaer Museum. Ausstellende Künstler waren Wilhelm Battermann, Carl Becker, Georg Bindhardt, Berthold Clauss, Bertha Dörflein (Dörflein-Kahlke), August Henneberger, Gertrud Jungnickel, Hans Kolitz, Adolf Möller, Bertha Möller, Martha Nopitsch, Fritz (Carlos Friedrich) Peters-Weber, Carl Rathjen, Oskar Schwindrazheim und Hermann Stuhr.
- 1911: Weihnachtsmesse des Künstlervereins im Altonaer Museum. Ausstellende Künstler des Künstlerverein waren Wilhelm Battermann, Carl Becker, Bertha Dörflein (Dörflein-Kahlke), Gertrud Jungnickel, Hans Kolitz, Bertha Möller, Martha Nopitsch, Fritz Peters-Weber, Carl Rathjen, Oskar Schwindrazheim, Hermann Stuhr und Joseph Tibor. Weitere ausstellende Künstler und Kunstgewerbler waren Helene Alberts, J. Duchop, Elsa Schimann und R. Stenzel.
- 1912: Ausstellung von Kunstwerken aus Altonaischem Privatbesitz und des Altonaer Künstlervereins, Donner-Schloss im Donners Park, Altona. Ausstellende Künstler des Künstlervereins waren laut dem Katalog der Ausstellung des Künstlervereins Carl Appel, Wilhelm Battermann, Carl Becker, Georg Bindhardt, Albrecht Burchard, Berthold Clauss, Bertha Dörflein (Dörflein-Kahlke), Hans Kolitz, Johannes Magerfleisch, Adolf Möller, Martha Nopitsch, Fritz Peters-Weber, Carl Rathjen, Hermann Stuhr und Joseph Tibor. Im Verzeichnis Ausgestellte Künstlernamen sind noch Gertrud Jungnickel und die späteren Mitglieder Ewald Egg (Beitritt 1917), Martin Peter Georg Feddersen (Beitritt 1917), Rudolf Höckner (Beitritt 1920) und Max Kuchel (Beitritt 1917) aufgeführt. Zu sehen waren unter anderen zudem Werke von Andreas Achenbach, Oswald Achenbach, Julius Adam, C. W. Albers (Zeichner), Carl Albrecht, Heinrich Jacob Aldenrath, Christian Wilhelm Allers, Emmerich Andresen, Lionello Balestrieri (1872–1958), Johann Wilhelm David Bantelmann, Francesco Bartolozzi, Carl Joseph Begas, Christian Behrens, Bernhard Axel Bendixen (1810–1877), Siegfried Detlev Bendixen, Friedrich Robert Bichweiler (1849–1915), Frederik Christiaan Bierweiler (1783–1831), Carl von Binzer, Bockendahl (Lithograf), Carl Börner, August Bohnhorst, Alphonse Boilly, Louis-Léopold Boilly, Claus Hermann de Boor, Julie de Boor, Maria Elisabeth Luise de Boor (Maria Elisabeth Vogel), François Boucher, André-Charles Boulle, Adolph Bracklow (1816–1877), Brammer (Maler. Vermutlich Hermann Ferdinand Brammer oder dessen Vater Ludwig Matthias Anton Brammer), Peter Breuer, Szymon (auch Simeon) Buchbinder (1853–ca. 1908), Jes Bundsen, Butt (Maler), William Byrne (1746–1805), Alexandre Calame, Alonso Cano, Antonio Canova, Henri Chapu, Thomas Chippendale, Wilhelm Claudius, Friedrich August Hermann Clauss (1882 oder 1830[52]–1889, Urenkel von Matthias Claudius und Vater von Berthold Clauss), Arnold Corrodi (1846–1874), Hermann Corrodi, Salomon Corrodi, Jacques Courtois, Konstantin Cretius, Robert Daudet (1737–1824), Johann Marcus David, Nicolas Delaunay (auch de Launay, 1739–1792), Pierre-Antoine Demachy (1723–1807), Karl Friedrich Demiani, Carl Theodor Demiani, Balthasar Denner, Charles-Melchior Descourtis (1753–1820), Ludwig Dettmann, Jacob von Dieck (1805–1852), Christian Wilhelm Ernst Dietrich, Adolf von Donndorf, Holger Drachmann, Hans Dressler, Anton Carl Dusch, Paul Düyffcke, Fritz Ebel, Adam Eberle, Adolf Eberle, Robert Eberle, Christoffer Wilhelm Eckersberg, Peter Ehlers (1823–1890), Hans am Ende, Otto Heinrich Engel, Wilhelm Engelhard, Charles Victor Ensinck (1846–1914), Hans Peter Feddersen der Ältere, Hans Peter Feddersen, Wilhelm Feldmann, Arthur Fitger, Christian Friedrich Fritzsch, Karl Fröhlich, Heinrich Friedrich Füger, Johann Heinrich Füssli, Heinrich Gätke,[53] Jean-François-Théodore Gechter (1795–1845), Carl Gehrts, Johannes Gehrts, Günther Gensler, Jacob Gensler, Martin Gensler, Wilhelm Giesecke, L. P. J. Glaseck (Lithograf, um 1836 in Hamburg tätig), Theodor Grätz, Friedrich Carl Gröger, J. Groth (Maler), Eduard von Grützner, Louis Gurlitt, Cornelius Gurlitt (er soll auch Landschaften gemalt haben[54]), Adriana Johanna Haanen, Cecil van Haanen, Elisabeth Alida Haanen, George Gillis Haanen, Remigius Adrianus Haanen, Georg Hacker, Marcus Haeselich, J. L. Hansen (Lithograf, um 1835 in Hamburg. Vielleicht Johann Ludwig Hansen (1784–1849)), Sophus Hansen, Christian Heinrich Hanson, Gerdt Hardorff, Gerdt Hardorff der Jüngere (1800–1834), Julius Theodor Hardorff (1818–1898), Rudolf Hardorff, Georg Ernst Harzen (er schuf auch Zeichnungen und Radierungen), Hermann Hausmann (1865–1907), Heinrich Heger, Friedrich Heimerdinger, Carl Gustaf Hellqvist, Johann Friedrich Hesse (1792–nach 1853), Wilhelm Heuer, Eduard Hildebrandt, Johann Gregorius Höroldt, Alfred Hofmann, Theodor Horschelt, Franz Johann Wilhelm Hünten, William John Huggins (1781–1845), Max Jensen (Marinemaler), Friedrich Kallmorgen, Hermann Kauffmann, Hugo Kauffmann, Friedrich Kaulbach, Friedrich August von Kaulbach, Hermann Kaulbach, Wilhelm von Kaulbach, Adolph Diedrich Kindermann, Max Klinger, Rudolf Koch, Carl Friedrich Kroymann, G. Krüger (Porzellanmaler, Altona), Theodor Kuchel, Carl Kühl (1864[55] oder 1865–1885), Carl Martin Laeisz, Michel Olivier Lebas (1783–1843), Jacques-Philippe Le Bas, Charles-Auguste Lebourg (1829–1906), Alphonse Legros, Gottfried Arnold Lehmann (1766–1819), Henri Lehmann, Leo Lehmann, Rudolf Lehmann, Karl Leipold, Jacobus Leisten, Franz von Lenbach, August Leu, Friedrich Löwenhagen (1789–1848, Goldschmied, Altona), Maria Lübbes, Christian Carl Magnussen, Claudius Marioton (1844–1919), Eugène Marioton (1857–1933), Gabriel von Max, G. Meisner (1804–1866), Anton Melbye, Adolph von Menzel, Paul Friedrich Meyerheim, Heinrich Möller, Jan Miense Molenaer, Nicolaus Molenaer (1626–1676), Gustave Morin (1809–1886), A. Munter (Maler), Julius Naue, Carl Nebel, Aert van der Neer, Benedikt Momme Nissen, Karl Oderich, Carl Oesterley der Jüngere, Hans Olde, Bernard Palissy, Perrigaux (Zeichner. Anne Marie Hortense Perrégaux, 1779–1857?), Carl Friedrich Heinrich Plambeck (1814–1879), Carl Rahl, Ernst Otto Reiniger, Johann Theobald Riefesell, C. F. Rohde (1808–1874), Friedrich Rosenberg, Valentin Ruths, Christian Sandrock, Leonhard Sandrock, G. Sauvage (Bildhauer), H. Scheibler (Maler), August Friedrich Schenck, Eduard Schleich der Ältere, Eduard Schleich der Jüngere (1853–1893), Hermann Schmidt (1833–1889), J. L. Schmidt (Maler, Mitte des 19. Jahrhunderts in Hamburg tätig), Peter Schmidt (Landschaftsmaler, Mitte 19. Jahrhundert in Altona), Theodor Schmidt (Maler 19. Jahrhundert, Altona, um 1847 in Breslau tätig), Johann Baptist Schmitt (1768–1819), Christian Schneider (Bildnismaler in Hamburg, 19. Jahrhundert), Gustav Schönleber, Albert Friedrich Schröder, Johann Wilhelm Schütze, Wilhelm Schütze (1840–1898), Moritz von Schwind, Friedrich Schwinge, Christian Sell der Ältere, Sick (Landschaftsmaler, 19. Jahrhundert, Altona), Alfred Sohn-Rethel, Carl August Sommer (1829–nach 1894), Erwin Speckter, Hans Speckter, Johannes Michael Speckter, Otto Speckter, Carl Friedrich Stange, Johann Gottfried Steffan, Hermann Steinfurth, Edward von Steinle, Stettenheim (Maler), Robert Macaulay Stevenson (1854–1952), Johann Heinrich Stobwasser, Heinrich Stuhlmann, Gebrüder Suhr, Thomas Sutherland (1785–1837), Hans Thoma, Bertel Thorvaldsen, Paul Thumann und Mitglieder der Tischbein-Familie. In Frage kommen Christian Wilhelm Tischbein (1751–1824), Heinrich Jacob Tischbein (1760–1804), Johann Anton Tischbein, Johann Heinrich Tischbein der Ältere, Johann Heinrich Wilhelm Tischbein und Johann Jacob Tischbein. Weitere Werke waren von Max Todt, Niccolò Tribolo, J. J. Trube (Lithograf, um 1830/1840 in Hamburg), Benjamin Vautier, Wilhelm Volz, Adolph Friedrich Vollmer, Josiah Wedgwood, Ferdinand Wegener (Maler), Robert Wegener (Maler, um 1910 in Hamburg tätig), Jean-Louis Wensel, Adalbert Wex oder Willibald Wex, A. L. Widmann (um 1808 in Hamburg tätig), C. Witwer (Maler), Friedrich Ernst Wolperding, Georg Friedrich Wurzbach (Lithograf, Mitte des 19. Jahrhunderts in Altona tätig) und Heinrich von Zügel. Zudem wurden kunstgewerbliche Gegenstände ausgestellt.
- 1914: Schleswig-Holsteinische Kunst in der Gartenbau-Ausstellung, Altona. Ausstellende Künstler des Altonaer Künstlervereins waren Carl Appel, Wilhelm Battermann, Albrecht Burchard, Berthold Clauss, Bertha Dörflein-Kahlke, Ilda von Ernst (von Ernst-Lange), Curt Francke, August Henneberger, Hans Kolitz, Johanna Magerfleisch, Johannes Magerfleisch, Friedrich Mißfeldt, Adolf Möller, Bertha Möller, Martha Nopitsch, Fritz Peters-Weber, Carl Rathjen, Karl[56] Spethmann, Hermann Stuhr und Joseph Tibor. Ausstellende Künstler, die später dem Verein beigetreten sind, waren Wenzel Hablik (Beitritt 1919) und Claus Hinrich (auch Heinrich) Hadenfeld (Beitritt 1919). Weitere ausstellende Vertreter schleswig-holsteinischer Kunst waren Jacob Alberts, Peter Buhmann (ca. 1878–?), Georg Burmester, Wilhelm Claudius, Artur (auch Arthur) Dänewald (18??–19??), Ludwig Dettmann, Alexander Eckener, Carl Ludwig Jessen, Louis Kolitz, Otto Lindemann (1884–1955), Heinrich Mißfeldt, Benedikt Momme Nissen, Julius Christian Rehder (1861–1955), Wilhelm Rex, Hans Waetcke (auch Waetke) (1888–1968), Heinz Weddig (1870–1946), August Westphalen (1864–1957) und August Wilckens. Zudem stellten einige Kunstgewerbler aus.
- 1914: Weihnachtsmesse zur Unterstützung Altonaer Künstler und der Kriegshilfe im Altonaer Museum. Ausstellende Künstler des Künstlervereins waren Carl Appel, Claus Hinrich (auch Heinrich) Hadenfeld, Hans Kolitz, Johannes Magerfleisch, Bertha Möller, Martha Nopitsch, Fritz Peters-Weber, Oskar Schwindrazheim, Karl Spethmann, Max Stobbe, Hermann Stuhr und Joseph Tibor. Ausstellende Künstler, die später dem Verein beigetreten sind, waren Martin Peter Georg Feddersen (Beitritt 1917), Willi Lange (Beitritt 1917),[57] und Heinrich Röhr (Beitritt 1918). Weitere ausstellende Künstler waren Wilhelm Böge (1895–19??), Martin Joachim Feddersen (1888–19??), Paul Friedrichsen, C. Horn (Maler. Carl Horn, der mit C. Horn signierte?), Fritz Grell (18??–19??), Hermann Huusfeldt (1892–1962),[58] Helene Lübbers (Lübbers-Wegemann, 1875–1958), Walter Pieper (1890–19??), Robert Reimers (18??–1914), H. Thoustrup (Maler), John Troischt (1877–19??) John Volkersen (18??–19??) und einige Kunstgewerbler.
- 1915: Weihnachtsmesse des Künstlervereins im Altonaer Museum. Ausstellende Künstler des Künstlerverein waren Carl Appel, Wilhelm Battermann, Berthold Clauss, Hans Kolitz, Johannes Magerfleisch, Adolf Möller, Bertha Möller, Martha Nopitsch, Fritz (Carlos Friedrich) Peters-Webe, Carl Rathjen, Karl Spethmann, Max Stobbe, Hermann Stuhr und Joseph Tibor. Ausstellende Künstler, die später dem Verein beigetreten sind, waren Martin Peter Georg Feddersen (Beitritt 1917), Max Kuchel (Beitritt 1917), Hermann Mende (Beitritt 1925), Heinrich Röhr (Beitritt 1918), Hugo Schnüge (Beitritt 1918) und Otto Thämer (Beitritt 1918). Weitere ausstellende Künstler und Kunstgewerbler waren Hugo Amberg (1872–nach 1943), Ilse Amberg, Alf Bachmann, Frau Domeyer (aus Husum), Hugo Adolf Eggeling (1888–1917), Ernst Eitner, Martin Joachim Feddersen (1888–19??, Sohn von Martin Peter Georg Feddersen), Hans Förster, J. Grell (18??–1914 oder 1915), Willi Hal (18??–19??), Heinrich Jaacks (1896–1954), Marcus Jacobsen (18??–19??), Hugo Lange (18??–19??), Jan Laß, Karl Lemburg (18??–19??), Marie Luebke (18??–19??), Aenderly Johann Carl Möller (1863–1936), Siegfried Möller (Sohn von Bertha und Adolf Möller), Hermann Mutz, Carl Oesterley der Jüngere, Anna Magnussen-Petersen, Anne Poll (18??–19??), H. Stahmer (18??–19??), John Troischt (1877–19??) und Fr. Wessel (1877–19??).
- 1917: Ausstellung im Altonaer Museum. Ausstellende Künstler waren Carl Appel, Wilhelm Battermann, Carl Becker, Berthold Clauss, Bertha Dörflein-Kahlke, Ewald Egg, August Henneberger, Hans Kolitz, Max Kuchel, Willi Lange, Johanna Magerfleisch, Johannes Magerfleisch, Adolf Möller, Martha Nopitsch, Fritz (Carlos Friedrich) Peters-Weber (Gedächtnisausstellung), Carl Rathjen, Oskar Schwindrazheim, Karl Spethmann, Max Stobbe, Hermann Stuhr und Joseph Tibor.
- 1917: Gemäldeausstellung im Altonaer Museum. Ausstellende Künstler waren Carl Appel, Wilhelm Battermann, Carl Becker, Albrecht Burchard, Berthold Clauss, Ilda von Ernst (von Ernst-Lange), Martin Peter Georg Feddersen, Johannes Magerfleisch, Martha Nopitsch, Carl Rathjen, Hugo Schnüge, Max Stobbe, Hermann Stuhr und Joseph Tibor.
- 1918: Weihnachtsmesse im Altonaer Museum, an der 18 Künstler und Künstlerinnen Gemälde und Grafiken ausstellten.
- 1919: Kunstsalon Louis Bock & Sohn, Große Bleichen 34, Hamburg
- 1919: Ausstellung im Altonaer Museum, Teil 1. Ausstellende Künstler waren Carl Appel, Wilhelm Battermann, Berthold Clauss, Henning Edens, Ewald Egg, Ilda von Ernst-Lange, Martin Peter Georg Feddersen, August Henneberger, Hans Kolitz, Willi Lange, Johannes Magerfleisch, Charlotte Wilhelmine Niels, Martha Nopitsch, Carl Rathjen, Heinrich Röhr, Hugo Schnüge, Oskar Schwindrazheim, Karl Spethmann, Max Stobbe, Otto Thämer, Joseph Tibor, Friedrich (auch Fried) Traulsen und Friedrich Westphal.
- 1919: Ausstellung im Altonaer Museum, Teil 2. Ausstellende Künstler waren Carl Appel, Wilhelm Battermann, Berthold Clauss, Henning Edens, August Henneberger, Hans Kolitz, Willi Lange, Johannes Magerfleisch, Charlotte Wilhelmine Niels, Martha Nopitsch, Carl Rathjen, Heinrich Röhr, Hugo Schnüge, Oskar Schwindrazheim, Karl Spethmann, Max Stobbe, Joseph Tibor, Friedrich Traulsen und Friedrich Westphal.
- 1924: Caligari-Kunstschau, im Rahmen des Altonaer Künstlerfestes im Hotel Kaiserhof am Platz der Republik, Altona
- 1924: Ausstellung im Altonaer Museum. Ausstellende Künstler waren unter anderem Wilhelm Battermann, Carl Blohm, Henning Edens, Willy Habl, Wenzel Hablik, Gustav Schmid-Goertz und Friedrich Traulsen.
- 1925: Wanderausstellung in Oldenburg im Freistaat Oldenburg und in Wilhelmshaven
- 1925: Juryfreie Ausstellung im Altonaer Museum. Ausstellende Künstler waren Josef Arnold, Wilhelm Battermann, Berthold Clauss, Martin Peter Georg Feddersen, Therese Heinzinger, Johannes Magerfleisch, Martha Nopitsch, Heinrich Röhr, Gustav Schmid-Goertz, Hugo Schnüge, Karl Spethmann, Max Stobbe, Otto Thämer, Friedrich Traulsen und Friedrich Westphal.
- 1926: Wanderausstellung in Wilhelmshaven, Oldenburg, Münster und Osnabrück
- 1926: Frühjahrsausstellung im Altonaer Museum. Ausstellende Künstler waren Carl Blohm, Henning Edens, Ewald Egg, Edgar Ende, Willy Habl, Erich Hartmann, Therese Heinzinger, August Henneberger, Max Kahlke, Wilhelm Mann, Hans Martin Ruwoldt, Reinhold Schaefer (auch Schäfer), Gustav Schmid-Goertz, Hugo Schnüge, Karl Spethmann, Max Stobbe, Friedrich Traulsen, Friedrich Westphal und Albert (Christian Friedrich) Woebcke.
- 1926: Herbstausstellung im Altonaer Museum. 17 Künstler zeigten über 100 Werke. Die Künstler waren Josef Arnold, Carl Blohm, Henning Edens, Edgar Ende, Willy Habl, Erich Hartmann, Therese Heinzinger, Wilhelm Mann, Martha Nopitsch, Hans Martin Ruwoldt, Rudolf Schäfer, Gustav Schmid-Goertz, Karl Spethmann, Max Stobbe, Friedrich Traulsen, Friedrich Westphal und Albert (Christian Friedrich) Woebcke.
- 1928: Höllische Kunstausstellung, im Rahmen des Altonaer Künstlerfestes im Hotel Kaiserhof am Platz der Republik, Altona
- 1929: Kunstausstellung Altona 1929, veranstaltet vom Altonaer Künstlerverein in der Ausstellungshalle an der Flottbeker Chaussee (heute Elbchaussee), Altona. Über 130 Künstler, davon 28 Mitglieder, zeigten etwa 500 Werke. Ausstellende Künstler des Künstlervereins waren unter anderen Carl Appel, Josef Arnold, Egbert Baumann, Carl Blohm, Paul Bollmann, Henning Edens, Ewald Egg, Willy Habl, Claus Hinrich (auch Heinrich) Hadenfeld, Erich Hartmann, August Henneberger, Kurt Löwengard, Wilhelm Mann, Reinhold Schaefer, Gustav Schmid-Goertz, Max Stobbe, Otto Thämer, Friedrich (auch Fried) Traulsen und Friedrich Westphal. Ausstellende Künstler, die später dem Verein beigetreten sind, waren Lore Feldberg-Eber (Beitritt 1929), Karl Wilhelm Göring (Beitritt 1934), Willem Grimm (Beitritt 1929) und Ivo Hauptmann (Beitritt 1929). Weitere ausstellende Altonaer Künstler waren unter anderen Robert Dittmann (Bildhauer), Emma Gertrud Eckermann, Franz Frahm-Hessler (1898–1990), Hinrich Groth (1894–1958), Walter Junge, Oskar Kehr-Steiner, Johannes Ridder (1886–1969), Eleonora Rožánková (auch Rozanek, 1896–1987), Hugo Ernst Schnegg (1876–1950), Willy Thomsen, Johann Valett, H. Wöbcke (Bildhauer) und Marthy Wöbcke-Sigrist (?–?). Weitere ausstellende Hamburger Künstler waren unter anderen Alma del Banco, Eduard Bargheer, Fritz Flinte, Georg Greve-Lindau, Richard Haizmann, César Klein, Karl Kluth, Oskar Kokoschka, Emil Maetzel, Dorothea Maetzel-Johannsen, Paul Mechlen, Karl Opfermann, Otto Rodewald, Friedrich Schaper, Curt Singer (auch Kurt, 1905–1989), Heinrich Stegemann und Gretchen Wohlwill. Auswärtige ausstellende Künstler waren unter anderen Jankel Adler, Willi Baumeister, Rudolf Belling, Lyonel Feininger, Werner Gilles, George Grosz, Erich Heckel, Otto Herbig, Karl Hofer, Wassily Kandinsky, Max Kaus, Paul Klee, Bruno Krauskopf, Ewald Mataré, Otto Mueller, Emil Nolde, Felix Nussbaum, Max Pechstein, Hans Purrmann, Joachim Ringelnatz, Christian Rohlfs, Karl Schmidt-Rottluff, Oskar Schlemmer und Kurt Schwitters.[59]
- 1930: Ausstellung im Berufsschulzentrum Haus der Jugend am Platz der Republik, Altona. 18 Künstler zeigten 75 Werke. Die Künstler waren Josef Arnold, Egbert Baumann, Paul Bollmann, Henning Edens, Ewald Egg, Lore Feldberg-Eber, Willem Grimm, Willy Habl, Claus Hinrich (auch Heinrich) Hadenfeld, Erich Hartmann, Ivo Hauptmann, August Henneberger, Paul Kayser, Kurt Löwengard, Wilhelm Mann, Reinhold Schaefer, Gustav Schmid-Goertz und Friedrich Westphal.
- 1931: Ausstellung im Goßlerhaus in Goßlers Park. Gezeigt wurden laut Katalog Werke von 23 Vereinsmitgliedern, darunter von Egbert Baumann, Carl Blohm, Paul Bollmann, Fritz Bürger, Henning Edens, Ewald Egg, Lore Feldberg-Eber, Willem Grimm, Willy Habl, Claus Hinrich (auch Heinrich) Hadenfeld, Erich Hartmann, Ivo Hauptmann, August Henneberger, Rudolf Höckner, Paul Kayser, Kurt Löwengard, Käthe Mahr-Köster, Wilhelm Mann, Hans Martin Ruwoldt, Gustav Schmid-Goertz und Friedrich Westphal.
- 1932: Ausstellung Neues Wohnen in der Ausstellungshalle an der Flottbeker Chaussee (heute Elbchaussee), Altona. Ausstellende Künstler des Künstlervereins waren Egbert Baumann, Paul Bollmann, Henning Edens, Willy Habl, Claus Hinrich (auch Heinrich) Hadenfeld, Erich Hartmann, Ivo Hauptmann, Kurt Löwengard, Wilhelm Mann, Reinhold Schaefer, Max Stobbe und Friedrich Traulsen.
- 1990–1991: Altonaer Künstlerverein 1905–1939, Altonaer Museum.